# Улица Баженова (Москва)
У́лица Баже́нова — улица района Орехово-Борисово Северное Южного округа города Москвы. Расположена между Царицынским прудом и Шипиловским проездом. Названа в честь архитектора Василия Ивановича Баженова. По улице Баженова проходит граница природно-исторического парка «Царицыно», над созданием которого работал В. И. Баженов.

## История
Улица Баженова — участок старой Каширской дороги, проходившей здесь до создания прудов в конце XVII века. До 1965 года называлась Крестьянской, название было дано в первые годы революции (когда улица была ещё в пригороде Москвы на территории крупного колхоза). Местность, включающая улицу Баженова, вошла в состав города в 1960 году.

## Индексы
- 115569: (4, 11, стр 5, 13, 46, 94)[2]

## Транспорт

### Метро
Станция метро «Орехово».

### Автобус
По улице наземный общественный транспорт не проходит. Недалеко от улицы по Шипиловскому проезду проходят автобусы м78, м83, 826, 858, с854, с894.